# 보야르

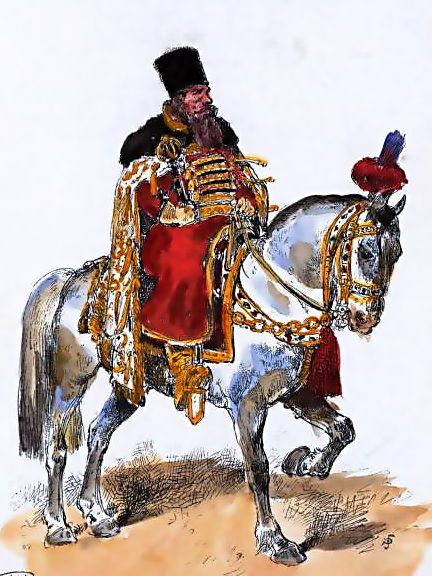

보야르(러시아어: боярин)는 봉건 시대 동유럽(불가리아, 루스, 왈라키아, 몰다비아)의 귀족들 중 최고위 귀족을 가리키는 말이다. 서유럽의 기사나 북유럽의 야를에 대응한다. 10세기에서 17세기까지 그 세력을 떨쳤으나, 각 군주들의 왕권강화가 이루어지는 과정에서 사라지게 되었다.

## 같이 보기
- 프라이헤어